# 990
Anul 990 (CMXC) a fost un an al calendarului iulian.

## Nașteri
- Bi Sheng, inventatorul tiparului (d. 1051)

## Decese
- Ekkehard II (aka Palatinus), călugăr al mânăstirii St. Gallen, care a ajuns să aibă o poziție însemnată, întâî la curtea ducesei Hadwiga de Suabia, iar mai târziu la curtea împăratului Otto I (n. ?)